# Calodexia agilis
Calodexia agilis là một loài ruồi trong họ Tachinidae.